# Namo Riam
Namo Riam is een bestuurslaag in het regentschap Deli Serdang van de provincie Noord-Sumatra, Indonesië. Namo Riam telt 1605 inwoners (volkstelling 2010).